# Rostbauch-Hakenschnabel
Der Rostbauch-Hakenschnabel (Diglossa sittoides) ist eine Vogelart aus der Familie der Tangaren (Thraupidae). Die Art hat ein großes Verbreitungsgebiet, das die südamerikanischen Länder Argentinien, Bolivien, Peru, Ecuador, Kolumbien und Venezuela umfasst. Der Bestand wird von der IUCN als nicht gefährdet (Least Concern) eingeschätzt.

## Merkmale

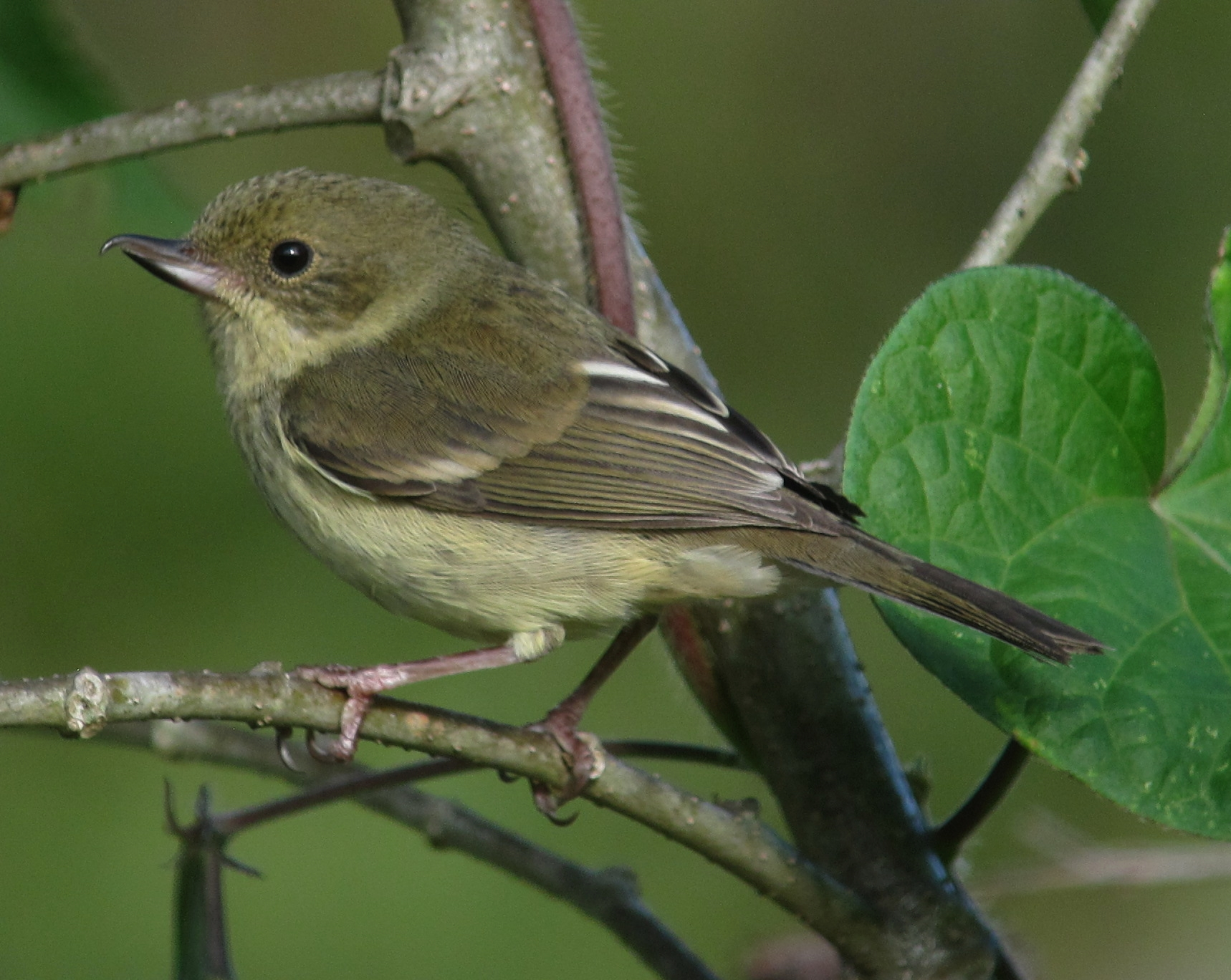
Rostbauch-Hakenschnabel, Weibchen

Der Rostbauch-Hakenschnabel erreicht eine Körperlänge von etwa 11,5 bis 12 Zentimetern bei einem Gewicht von ca. 9 Gramm. Der nach oben gewandte schwarze Schnabel hat eine hakenförmige Spitze. Die Oberseite beim Männchen ist graublau. Dabei hat er je nach Unterart eine mehr oder weniger ausgeprägte schwarze Gesichtsmaske. Die Unterseite ist zimtbraun. Es herrscht ein starker Geschlechtsdimorphismus vor. Die Oberseite des Weibchens ist hell olivbraun. Die Unterseite ziert ein helles schmutzig-gelbbraun. Auf der Brust hat es verschwommene dunkle Streifen.

## Verbreitung und Lebensraum

Verbreitungsgebiet des Rostbauch-Hakenschnabels (grün)

Man findet den Rostbauch-Hakenschnabel normalerweise in den dichten unteren Stratifikationsschichten der Subtropen in Höhen zwischen 800 und 2500 Metern. So ist er sowohl an buschigen Waldrändern, Kaffeeplantagen, blühendem Gestrüpp oder Hecken in offenem Gelände von bewohnten Gebieten zu entdecken. Man trifft ihn nicht in vollentwickelten Wäldern.

## Verhalten
Normalerweise sieht man diesen Stahlhakenschnabel alleine oder in Paaren. Nur irrtümlich mischt er sich mit anderen Arten. Bei der Suche nach Nektar durchbohrt mit seinem Schnabel Blumenkronen. Des Weiteren jagt er im Flug kleinere Insekten. An den bevorzugten Blumen versucht er sein Territorium zu verteidigen. Dabei muss er aber oft größeren Hakenschnäbeln oder Kolibris das Feld überlassen. Er flüchtet sich dann in Dickicht oder verlässt die Gegend. Der Vogel streift durch relativ große Gebiete. Anders als andere größere Gattungsgenossen ernährt er sich kaum von Früchten. Sein Nest ist ein tiefer Kelch, in das er zwei graue bis blaue Eier mit kleinen grauen Flecken legt.

## Unterarten
Es sind sechs Unterarten beschrieben, die sich vor allem in ihrer Färbung und ihrem Verbreitungsgebiet unterscheiden:
- Diglossa sittoides sittoides (Orbigny & Lafresnaye, 1838) – Nominatform, wurde zuerst unter dem Namen Serrirostrum sittoides beschrieben. Kommt im Nordwesten Argentiniens in den Provinzen Salta, Jujuy (Departamento Valle Grande), Tucumán und in Bolivien in Yungas vor.
- Diglossa sittoides dorbignyi (Boissonneau, 1840)[1] – Präsent an den Osthängen der Westanden und an beiden Hängen der Zentral- und Ostanden Kolumbiens. In Venezuela in den westlichen Bergen der Bundesstaaten Lara, in Táchira und Mérida verbreitet.
- Diglossa sittoides hyperythra Cabanis, 1850 – Kommt im Nordosten Kolumbiens in der Sierra Nevada de Santa Marta und in den Küstengebieten Venezuelas von Yaracuy bis Miranda vor.
- Diglossa sittoides coelestis Phelps & W. H. Phelps Jr, 1953 – Vorkommen nur im extremen Westen Venezuelas in der Sierra de Perijá.
- Diglossa sittoides decorata Zimmer, 1930 – Kommt an beiden Hängen der Anden im Ecuadors vor. Am häufigsten in präsent in der Provinz Loja. In Peru an den Westhängen bis hinunter nach in die Provinz Lima, an den Osthängen auch südlicher. Außerdem sieht man ihn an beiden Hängen des Marañón-Tales.
- Diglossa sittoides mandeli Blake, 1940[2] – Nur vom Mount Turumiquire im Bundesstaat Sucre bekannt.

Früher wurde Diglossa sittoides als konspezifisch mit dem Zimtbauch-Hakenschnabel (Diglossa baritula) und dem Einfarb-Hakenschnabel (Diglossa plumbea) betrachtet. Heute werden sie als monophyletische Gruppe betrachtet.